# Mallinella langping
Mallinella langping là một loài nhện trong họ Zodariidae.
Loài này thuộc chi Mallinella. Mallinella langping được Zhang & Zhu miêu tả năm 2009.